# Joan Mitjans i Horta
Joan Mitjans i Horta   (Badalona, 11 de novembre de 1957) és un ex-pilot de motocròs català que destacà en competicions estatals durant la dècada de 1970. Debutà en competició al Motocròs d'Esplugues i aviat acumulà victòries en competicions de la categoria júnior, fins que el 1975 guanyà el Campionat d'Espanya de motocròs d'aquesta categoria en la cilindrada de 125cc i fou subcampió en la de 75cc. Arran d'aquest èxit, Montesa el fitxà per a competir durant la temporada de 1976 en la categoria superior (aleshores, la sènior), però d'ençà d'aleshores ja no aconseguí cap altre títol.